# 리사 골드스타인
리사 골드스타인(Lisa Goldstein, 1981년 7월 30일 ~ )은 미국의 배우이다.